# Ancistrocerus maculiscapus
Ancistrocerus maculiscapus är en stekelart som först beskrevs av Cameron 1910.  Ancistrocerus maculiscapus ingår i släktet murargetingar, och familjen Eumenidae.

## Underarter
Arten delas in i följande underarter:
- A. m. fulvicauda
- A. m. unimarginatus